# بيتار ناوموسكي
بيتار ناوموسكي مواليد 27 أغسطس 1968، هو لاعب كرة سلة مقدوني سابق بدأ مسيرته الاحترافية في سنة 1989. اعتزل اللعب في 2011.

## فرق لعب لها
- أولمبيا ميلانو

## روابط خارجية
- بيتار ناوموسكي على موقع الاتحاد الدولي لكرة السلة (الإنجليزية)
- بيتار ناوموسكي على موقع الدوري الأوروبي لكرة السلة (الإنجليزية)
- بيتار ناوموسكي على موقع كرة السلة الأوروبية.كوم (الإنجليزية)
- بيتار ناوموسكي على موقع ريلجم (الإنجليزية)
- بيتار ناوموسكي على موقع بروبوليرز (الإنجليزية)
- بيتار ناوموسكي على موقع سبورتس رفرنس (الإنجليزية)